# Boerse.bz
Boerse.bz war eine Website, über die ab 2007 teilweise urheberrechtlich geschützte Daten und Medien verbreitet wurden. Die Community stieg nach eigenen Angaben in den letzten Jahren bis zur Schließung von Boerse.bz im Jahr 2014 auf knapp drei Millionen Mitglieder. Mit über vier Millionen Klicks pro Tag war Boerse.bz zuletzt auf Platz 175 der meistbesuchten Websites in Deutschland.

## Geschichte
Boerse.bz war ein Schwesterboard des deutschlandweit bekannten IT-Forums Gulli.com. Nachdem Gulli den eigenen Warezbereich aufgrund rechtlicher Konsequenzen aufgeben musste, entstand das Schwesterboard Boerse.bz. Die Server von Boerse.bz standen laut eigenen Angaben in Kanada.
Im Juli 2014 wurde auf Boerse.bz eine Ländersperre des Download-Sektors eingerichtet. Anfragen aus Deutschland, England und zeitweise auch Österreich hatten daraufhin auf gewisse Bereiche keinen Zugriff mehr. Als Grund gab die Boerse.bz-Administration u. a. vermehrten Druck seitens der Rechteinhaber an. Gleichzeitig warb man dafür, sich den VPN-Client des Anbieters hide.me zuzulegen, um weiterhin auf alle Inhalte der Seite zugreifen zu können.
Ende Juli 2014 gab das gesamte Moderatorenteam seinen Rückzug bekannt und kündigte den Wechsel zu einem neuen Projekt an. Im August wurde bekanntgegeben, dass die bisherigen Moderatoren nunmehr bei dem Projekt unter der Adresse Boerse.to aktiv sind, bestehende Benutzerzugänge von Boerse.bz können auch auf der neuen Plattform aktiviert werden.

### Großrazzia der Strafverfolgungsbehörden
Am 4. November 2014 durchsuchte die Staatsanwaltschaft Köln in 14 Bundesländern insgesamt 121 Wohnungen von verdächtigen Personen. Sie sollen die medialen Inhalte wie Filme, Serien oder auch E-Books illegal auf verschiedene Downloadportale hochgeladen und über Boerse.bz zur Verfügung gestellt haben. Der Großrazzia ging eine Strafanzeige der GVU und Ermittlungen der Strafverfolgungsbehörden voran.
Am 11. November 2014 schlossen die Betreiber das Forum aufgrund der Vorfälle.